# Romance visual
Visual novel (ビジュアルノベル, bijuaru noberu, lit.: "romance visual") é um gênero de jogo eletrônico que combina narrativa textual com ilustrações pré-renderizadas e variado grau de interatividade. Originados dos jogos de aventura japoneses (JADV), os romances visuais são conhecidos pelo foco no enredo e pela jogabilidade simples, na qual, tipicamente, o jogador deverá avançar o texto e fazer escolhas que definirão como a narrativa se desenvolve.

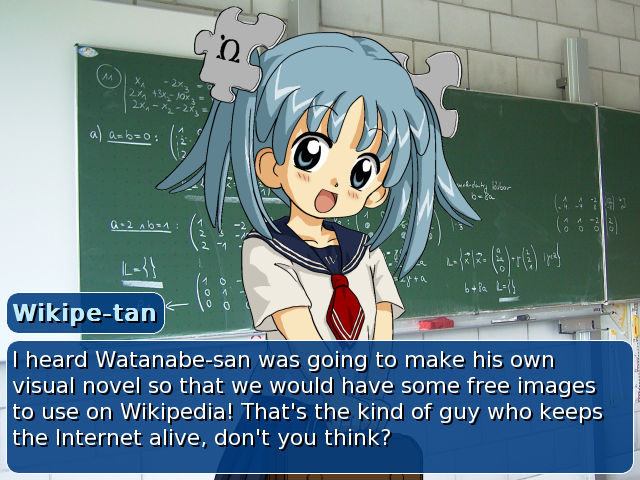
Exemplo de Visual Novel protagonizado pela Wikipe-tan.

Os romances visuais usam diversos recursos multimídia, como gráficos, textos, dublagens, músicas, efeitos sonoros, vídeos e variados elementos interativos para manter seus jogadores engajados durante o desenvolvimento da história. Normalmente a trama é definida pelas escolhas do jogador e pode apresentar diversos finais. Devido ao foco no enredo e às características de sua jogabilidade, muitos jogos do gênero podem ser comparados a livros interativos, logo o nome "romance visual".
Visual novels raramente são produzidas exclusivamente para consoles de videogames, mas alguns títulos mais populares foram portados do PC (ou um hardware equivalente) para sistemas como o Sega Saturn, Dreamcast, PlayStation Portable ou Xbox 360. As visual novels também são adaptadas em light novels, mangás ou animes, e às vezes são sucedidas ou complementadas com outros gêneros de jogos, como RPGs ou jogos de ação ambientados no mesmo universo.
A influência dos romances visuais é constatada principalmente no Japão, onde o gênero surgiu, mas vem crescendo também no ocidente, principalmente a partir de 2010. Em setembro de 2023, estão catalogados mais de 45.000 jogos deste tipo. Exemplos de romances visuais populares são: Fate/Stay Night, Phoenix Wright: Ace Attorney, Danganronpa, Clannad, Umineko no Naku Koro ni, Higurashi no Naku Koro ni, Steins;Gate, Air, e Doki Doki Literature Club!.
No Brasil, os jogos Amor Doce, Linda Brown e Celebrity Hunter foram lançados como séries interativas, usando os mesmos recursos dos romances visuais e adaptados para o público do ocidente.

## Jogabilidade

Exemplo de menu em um romance visual. Por meio de escolhas o jogador define o enredo (cena de Nautilus 05).

Por serem jogos focados no enredo, clicar, tocar ou apertar um botão para ver a próxima parte da história é a interação mais comum nos romances visuais, estando presente em mais de 95% dos títulos do gênero. Outro elemento essencial é a escolha de atos e/ou diálogos/pensamentos por meio de um menu de opções. É por meio destas escolhas que o jogador altera o mundo e a trama, tornando-as a principal forma de engajamento do gênero.
Graças a essas opções, é comum a presença de múltiplas sequências narrativas, denominadas "rotas". São de significância narrativa variável, alterando pequenos trechos ou trazendo horas de conteúdo inédito. Certas rotas podem até mesmo acabar em um "bad ending" ou "final ruim". Para ver todos os finais ou fugir de um "bad ending", o jogador deve retroceder suas escolhas e trilhar uma rota diferente. No jogo Nautilus 05, por exemplo, os protagonistas podem acabar morrendo em uma experiência, caracterizando um "bad ending".
Para facilitar a navegação entre as diversas possibilidades, muitos jogos apresentam recursos como "Pular", "Voltar", "Salvar" e "Carregar", que permitem ao jogador controlar o fluxo narrativo, acelerando, pulando e retrocedendo trechos do enredo.
Romances visuais que não apresentam tais escolhas, ou seja, onde o jogador não altera o desenvolvimento do enredo, são categorizados como Kinetic Novel (lit.: romance cinético), um subgênero dos romances visuais. Um exemplo é o jogo Planetarian.
Visual novels também podem conter mecânicas como quebra-cabeças, movimentação em mapas, sistema de combate, gerenciamento de inventários, entre outros. Alguns romances integram elementos de interatividade mais complexa, como minijogos. Em Symphonic Rain, por exemplo, o jogador deve conseguir uma pontuação mínima necessária ao simular a interação com instrumentos musicais para poder progredir na história.

## Estilo e conteúdo
Romances visuais têm alto enfoque em seus ativos audiovisuais, tanto como elemento narrativo como estilístico. Usam diversos recursos textuais, imagens, vídeos, sons, músicas e dublagens para envolver e engajar os jogadores enquanto este progride no enredo. Os ativos são predominantemente estáticos e os gráficos pré-renderizados, e o tipo pode variar dependendo da plataforma para qual o jogo foi desenvolvido.
A técnica mais comum é o uso de uma camada de fundo genérica (normalmente o local onde se passa a cena) criada por meio de desenho, renderização 3D ou até mesmo fotografias. Sobre esta camada, são posicionados os sprites dos personagens. A visão é majoritariamente em primeira pessoa, e o protagonista não aparece. Apenas 1% dos jogos catalogados são em terceira pessoa. Em momentos importantes da narrativa, os jogos podem apresentar cenas mais complexas, com ângulos cinemáticos e onde o protagonista então pode ser visto.
Pelas suas raízes e popularidade japonesas, o estilo predominante das ilustrações e animações é muito semelhante aos animes.
Mesmo apresentando diversas características da literatura impressa, como o foco na narrativa textual, os romances visuais apresentam suas próprias particularidades. A narrativa é predominantemente feita pelo protagonista, muito mais comum em primeira do que terceira pessoa, e geralmente vemos os fatos somente pela perspectiva dele. O texto é apresentado em pequenos trechos e o jogador deve avançar cada diálogo ou narração.
Muitos romances visuais são centrados em temas românticos, como If My Heart Had Wings, grande parte contendo também conteúdo erótico, como Celebrity Hunter, embora outros temas como ficção científica e fantasia sejam comuns. The House In Fata Morgana, por exemplo, apresenta uma mescla de romance com mistério. Vários títulos apresentam temas complexos e profundos.

## Desenvolvimento

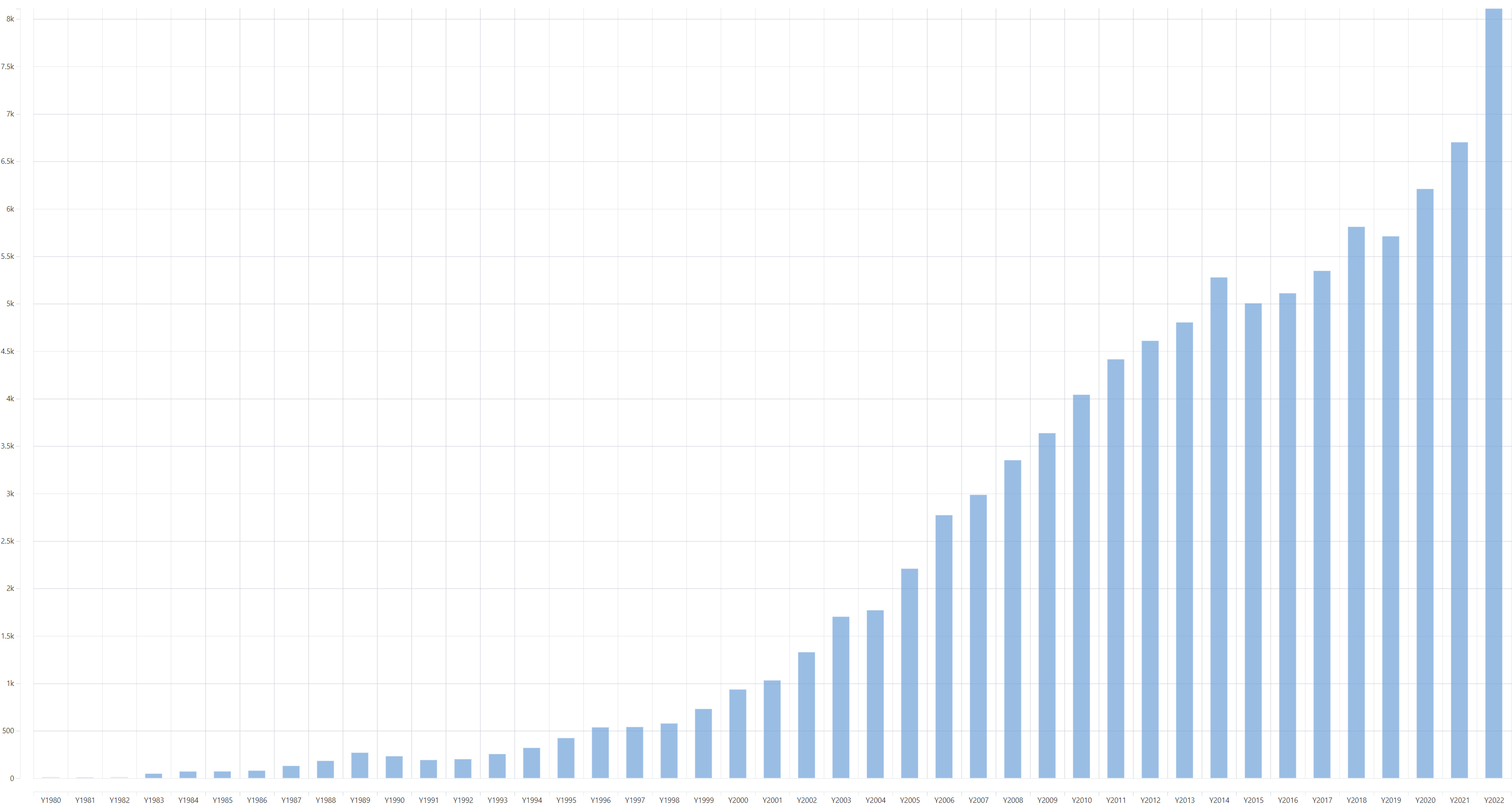
Número de romances visuais lançados (eixo Y) por ano (eixo X) segundo o agregador The Visual Novel Database até 2022.

O desenvolvimento dos romances visuais começa em 1983, com o lançamento do jogo The Portopia Serial Murder Case para PC pela empresa Enix no Japão. Anos depois, o diretor Hideo Kojima produz o jogo Snatcher para PC e MSX2. O gênero teve um grande salto em popularidade nos anos 1990 no Japão, com diversos títulos de destaque. Zero Escape: Virtue's Last Reward e Steins;Gate foram bem recebidos pelo público e pela crítica.
Com o passar dos anos, os romances visuais se consolidaram não apenas na terra do sol nascente, mas conquistaram espaço também no ocidente com lançamentos como Danganronpa e Phoenix Wright: Ace Attorney para Switch e Playstation 4.
O crescimento da popularidade dos romances visuais se deve também ao surgimento de softwares de desenvolvimento que facilitaram e aceleraram a criação deste tipo de jogo, como o Ren'py, principalmente no cenário indie.
Ren'py é um motor de jogo dedicado a produção de romances visuais, que usa texto, imagem e sons para contar histórias interativas. A ferramenta oferece uma vasta gama de comandos pré-programados simples de se aprender e executar, tornando o desenvolvimento de romances visuais muito mais acessível. Aos usuários mais avançados, também permite programação complexa usando a linguagem Python.
Segundo o site oficial, mais de 4.000 visual novels foram criadas usando Ren'py. Entre elas, inclusive, títulos que alcançaram grande projeção, como Doki Doki Literature Club! e Bad End Theater. No Brasil, o estúdio Geiko Games desenvolve seus jogos usando o Ren'py.
Além do Ren'py, outra ferramenta focada no desenvolvimento de visual novels é o TyranoBuilder, que oferece um editor de arrastar e soltar. Além dos softwares especializados, outros motores de jogo como Unity e Unreal Engine possuem plugins em suas respectivas lojas oficiais que oferecem suporte para o desenvolvimento de romances visuais.

## Gêneros
No ocidente, vários gêneros de jogos eletrônicos são aglutinados como romances visuais. A maioria deles com relevância principalmente no Japão. Além destes, outros gêneros como simuladores de romance e eroge também são abrigados dentro dos romances visuais fora do oriente.

#### Bishōjo
Geralmente direcionadas ao público masculino, são romances centrados na interação com bishōjo, ou garotas bonitas. Os romances do gênero bishōjo começaram a aparecer no Japão junto com os computadores pessoais. Sendo predominantemente de natureza erótica, eram focados na sexualização e romance de figuras femininas. Eram também limitados em termos de recursos visuais e pouco populares. O primeiro jogo bishōjo comercializado no Japão apareceu em 1982 como Night Life da Koei.
O principal objetivo dos jogos deste gênero é conquistar as personagens femininas, sempre muito atraentes, e ter relações românticas e sexuais com as mesmas.

###### Otome
Literalmente "jogo de donzela", são games focados no público feminino, onde as protagonistas, geralmente mulheres, podem viver um romance com diversos personagens masculinos atraentes enquanto avança na história. O primeiro jogo considerado do gênero otome foi Angelique, lançando em 1994 para o Super Nintendo e desenvolvido por um grupo chamado Ruby Party.
Em um ambiente altamente dominado por trabalhadores do sexo masculino tal qual o mercado de trabalho japonês, a Ruby Party é notável por ser um time formado somente por mulheres. Na época, a Koei Tecmo queria fazer jogos mais voltados ao público feminino, para tal contratando mulheres de campos diferentes de programação. Devido à falta de trabalhadoras capazes na área da programação, foram contratadas empregadas de outras áreas, sendo treinadas ao longo do tempo dentro do time.

##### Dōjinshi
Os romances Dōjinshi são jogos japoneses publicados de forma independente, incluindo fangames, ou jogos feitos por fãs, muitas vezes situados em enredos de propriedades intelectuais altamente populares. Não são a mesma coisa que o cenário independente do ocidente. No Japão, o termo indie é considerado novo e pouco utilizado, geralmente se referindo a jogos de lançamento comercial mais sólido. Alguns romances visuais dōjinshi populares incluem Umineko no Naku Koro ni, Higurashi no Naku Koro ni, e Tsukihime.

## Romances visuais no Brasil
A influência dos romances visuais nas Américas e na Europa é considerado pequeno se comparado ao sucesso que este gênero conquistou no Japão. A maioria dos títulos disponíveis são traduções de jogos japoneses. No ocidente, o mais comum é ver jogos de outros gêneros trazendo elementos dos romances visuais. Um famoso exemplo é a série Persona.
Os romances visuais feitos no Brasil são raros devido a esta realidade aliada ao fato do mercado de jogos eletrônicos produzidos domesticamente no geral ainda ser pequeno. Como resultado, o desenvolvimento do gênero no país fica a cargo principalmente de projetos de universidades e de grupos independentes.
Entre estes grupos, o estúdio brasileiro Geiko Games lançou 8 romances visuais desde 2018 e ultrapassou a marca de 3 milhões de downloads, tendo jogos inclusive listados em sites de grande acesso no país e continua produzindo games em português para o público local. A GreenPixel, outro desenvolvedor independente especializado em romances visuais, lançou 2 títulos influenciados pela cultura brasileira. Arkyos Angel é outra visual novel brasileira lançada em 2016.
Além dos títulos comerciais desenvolvidos com foco no entretenimento, estudos realizados no Brasil pontuam a eficácia dos romances visuais no âmbito pedagógico, como forma de auxiliar na alfabetização e no hábito de leitura.
Um dos romances visuais a ter maior notoriedade no Brasil foi Amor Doce, desenvolvida pela empresa francesa Beemoov para smartphones. Foi viralizado no YouTube, sendo instrumental no crescimento do público doméstico interessado em romances visuais.